# Émile Guillaume
Émile Guillaume (Brûly, 31 maart 1924 - Couvin, 9 april 1998) was een Belgisch senator.

## Levensloop
Emile Guillaume werd beroepshalve onderwijzer. Hij was aanvankelijk politiek actief voor de PSB en was parlementair medewerker van Hervé Brouhon.
Later werd hij politiek actief voor het FDF en werd voor deze partij verkozen tot provincieraadslid voor Brabant, lid van de agglomeratieraad en gemeenteraadslid van Brussel.
Van 1971 tot 1974 zetelde hij als gecoöpteerd senator in de Belgische Senaat. Vervolgens was hij van 1974 tot 1981 provinciaal senator voor Brabant. In 1981 verliet Emile Guillaume het FDF, uit protest tegen de zwenking naar links die hij aanklaagde.
Hij stapte over naar de Parti réformateur libéral en werd gemeenteraadslid en schepen van Couvin. In 1988 stapte hij ook uit deze partij en was hij onsuccesvol kandidaat op de lijst Renouveau communal.
Als senator zetelde hij tevens in de Cultuurraad voor de Franse Cultuurgemeenschap en diens opvolger de Raad van de Franse Gemeenschap.